# あつみ温泉駅
あつみ温泉駅（あつみおんせんえき）は、山形県鶴岡市温海戊にある、東日本旅客鉄道（JR東日本）羽越本線の駅である。
特急「いなほ」が停車する。

## 歴史
- 1923年（大正12年）3月18日：鉄道省陸羽西線の温海駅（あつみえき）として開業[1][2]。
- 1924年（大正13年）7月31日：羽越線の駅となる[2]。
- 1925年（大正14年）11月20日：支線となる赤谷線の開業に伴い、羽越本線の駅となる。
- 1963年（昭和38年）
  - 11月1日：貨物の取り扱いを廃止[1]。
  - 12月1日：新駅舎（現駅舎）が落成。
- 1974年（昭和49年）5月：みどりの窓口の営業を開始[3]。
- 1977年（昭和52年）10月1日：あつみ温泉駅に改称[1][2]。
- 1985年（昭和60年）3月14日：荷物の取り扱いを廃止[1]。
- 1987年（昭和62年）4月1日：国鉄分割民営化に伴い、JR東日本の駅となる[1]。
- 2013年（平成25年）1月12日：駅舎がリニューアル[4]。
- 2017年（平成29年）
  - 1月：駅舎の改修工事が始まる。
  - 5月4日：TRAIN SUITE 四季島の停車駅となる。

## 駅構造
単式ホーム1面1線と島式ホーム1面2線のホームを有する地上駅で、互いのホームは地下通路で連絡している。
JR東日本新潟シティクリエイト（JENIC）が受託する業務委託駅で、酒田駅が当駅を管理する。駅舎内には有人改札口、みどりの窓口、自動券売機、屋内待合室が設置されており、化粧室は駅舎外左側に設けられている。
2013年（平成25年）に駅舎待合室部分を中心に、2017年（平成29年）にはTRAIN SUITE 四季島の停車に合わせ、四季島専用ゲートの整備車駅舎や地下道などの改修が行われた。

### のりば
| 番線 | 路線      | 方向 | 行先           | 備考               |
| ---- | --------- | ---- | -------------- | ------------------ |
| 1    | ■羽越本線 | 下り | 酒田・秋田方面 |                    |
| 2    | ■羽越本線 | 下り | 酒田・秋田方面 | 当駅始発・待避列車 |
| 2    | ■羽越本線 | 上り | 村上・新潟方面 | 当駅始発・待避列車 |
| 3    | ■羽越本線 | 上り | 村上・新潟方面 |                    |

- 当駅を始発・終着とする列車が1往復のみ存在する。

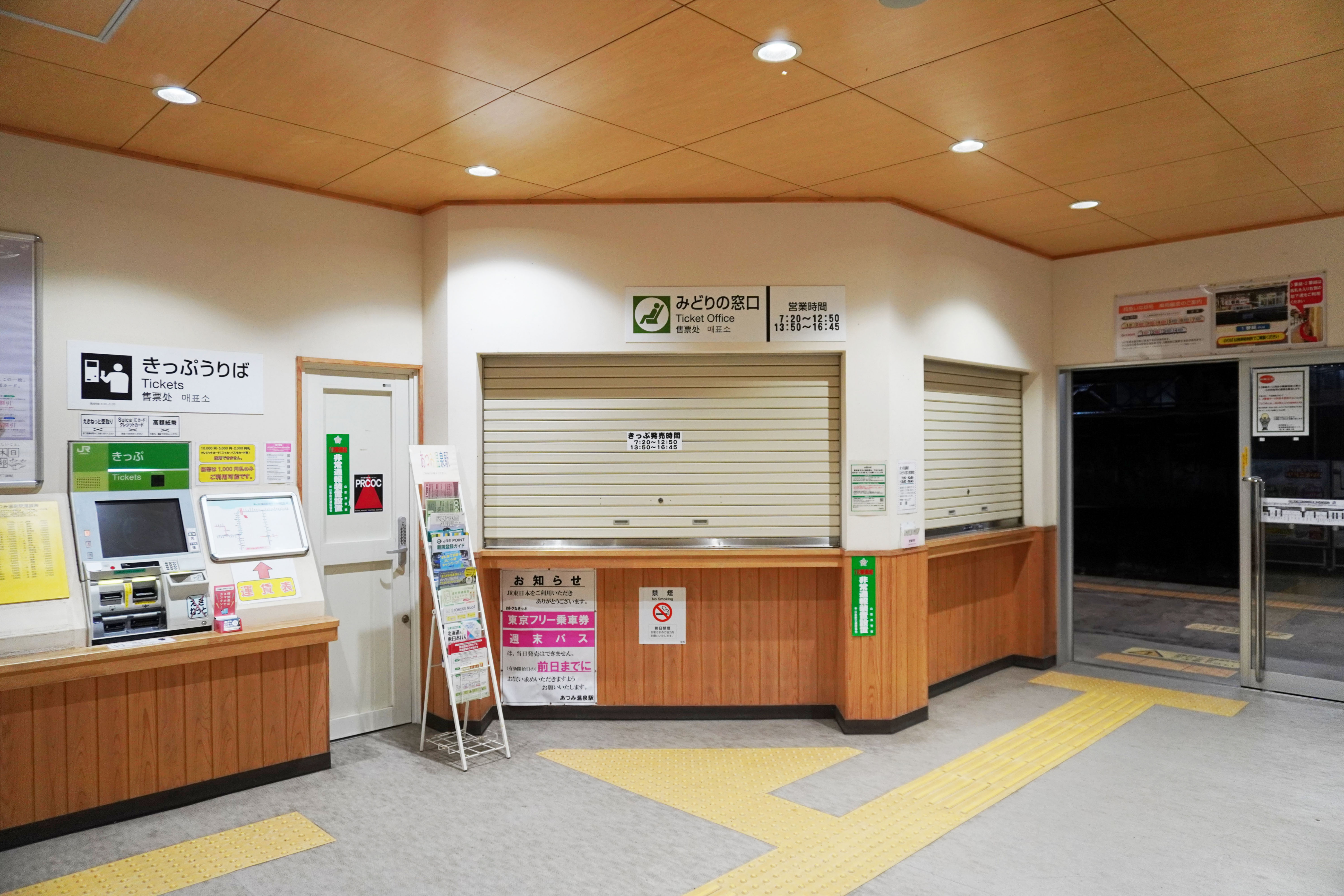
改札口（2023年7月）
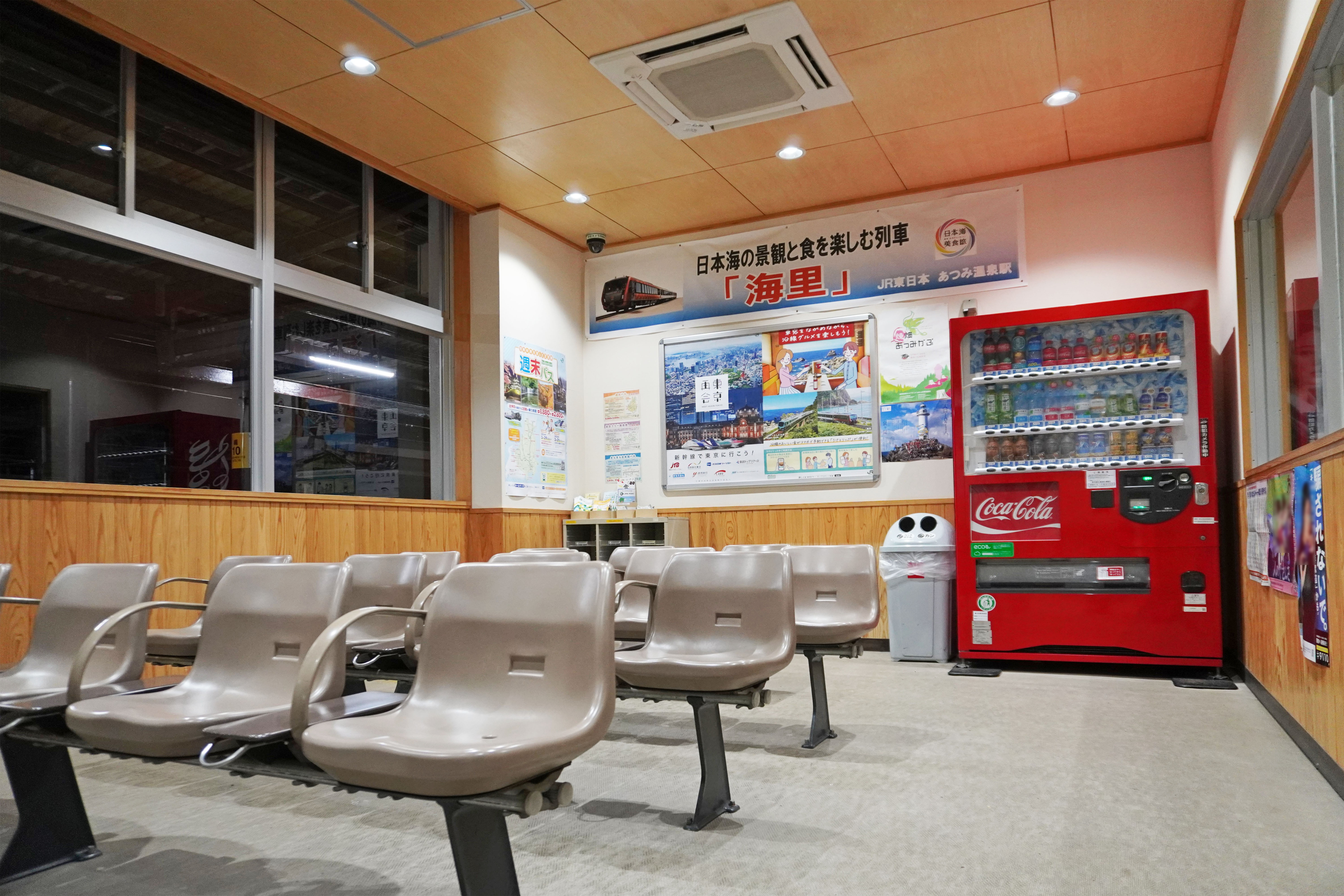
待合室（2023年7月）
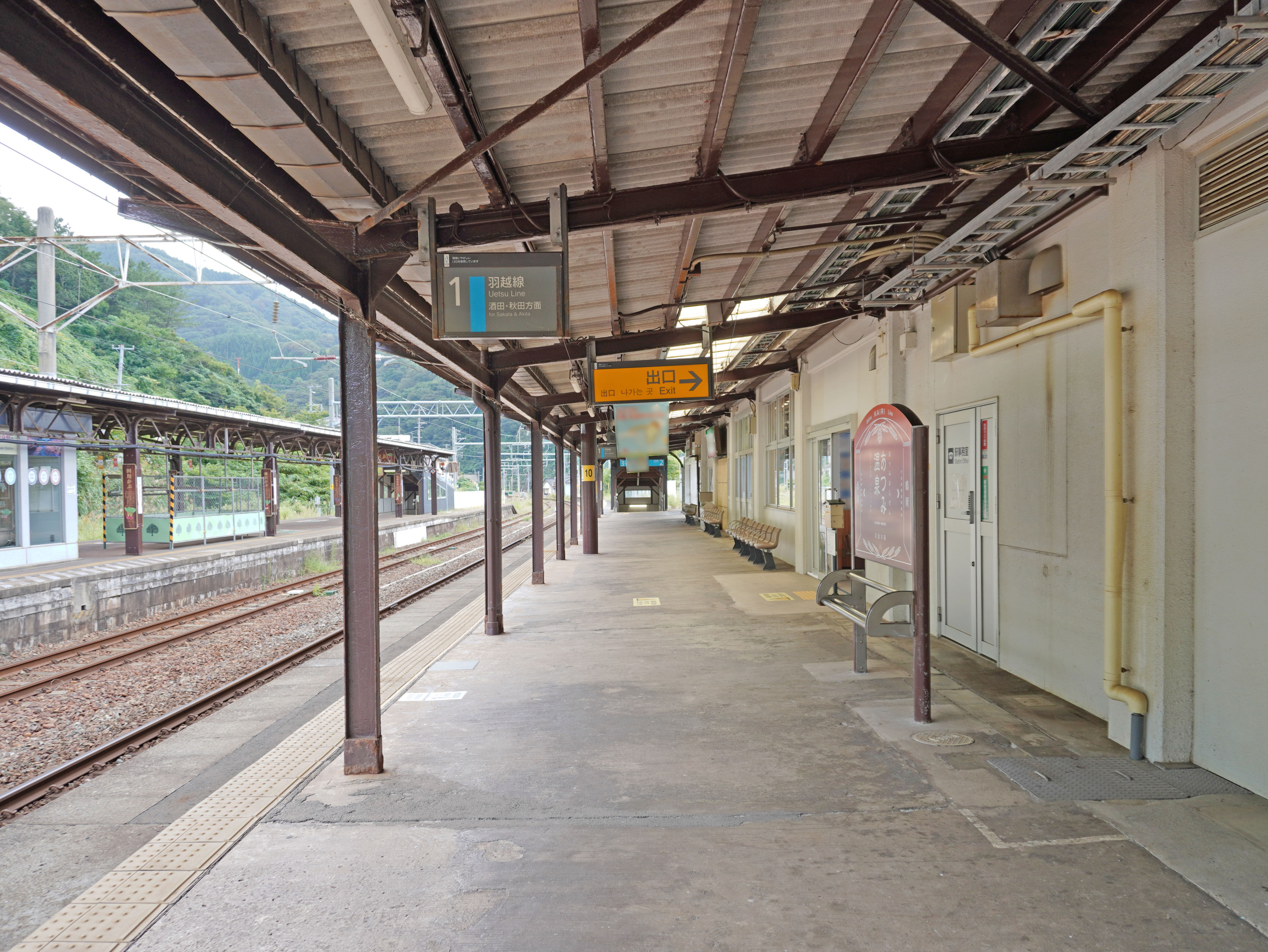
1番線ホーム（2022年9月）
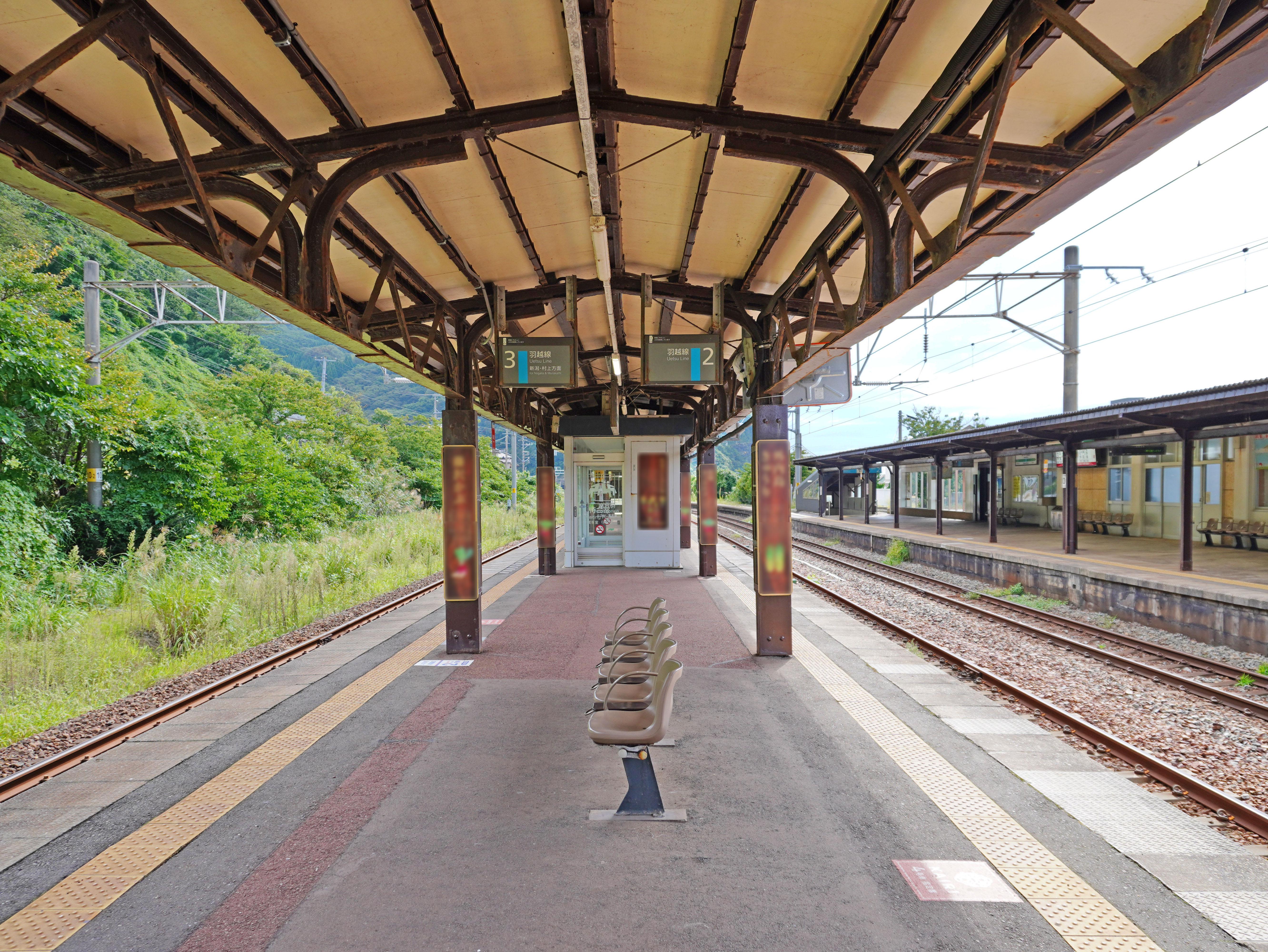
2・3番線ホーム（2022年9月）
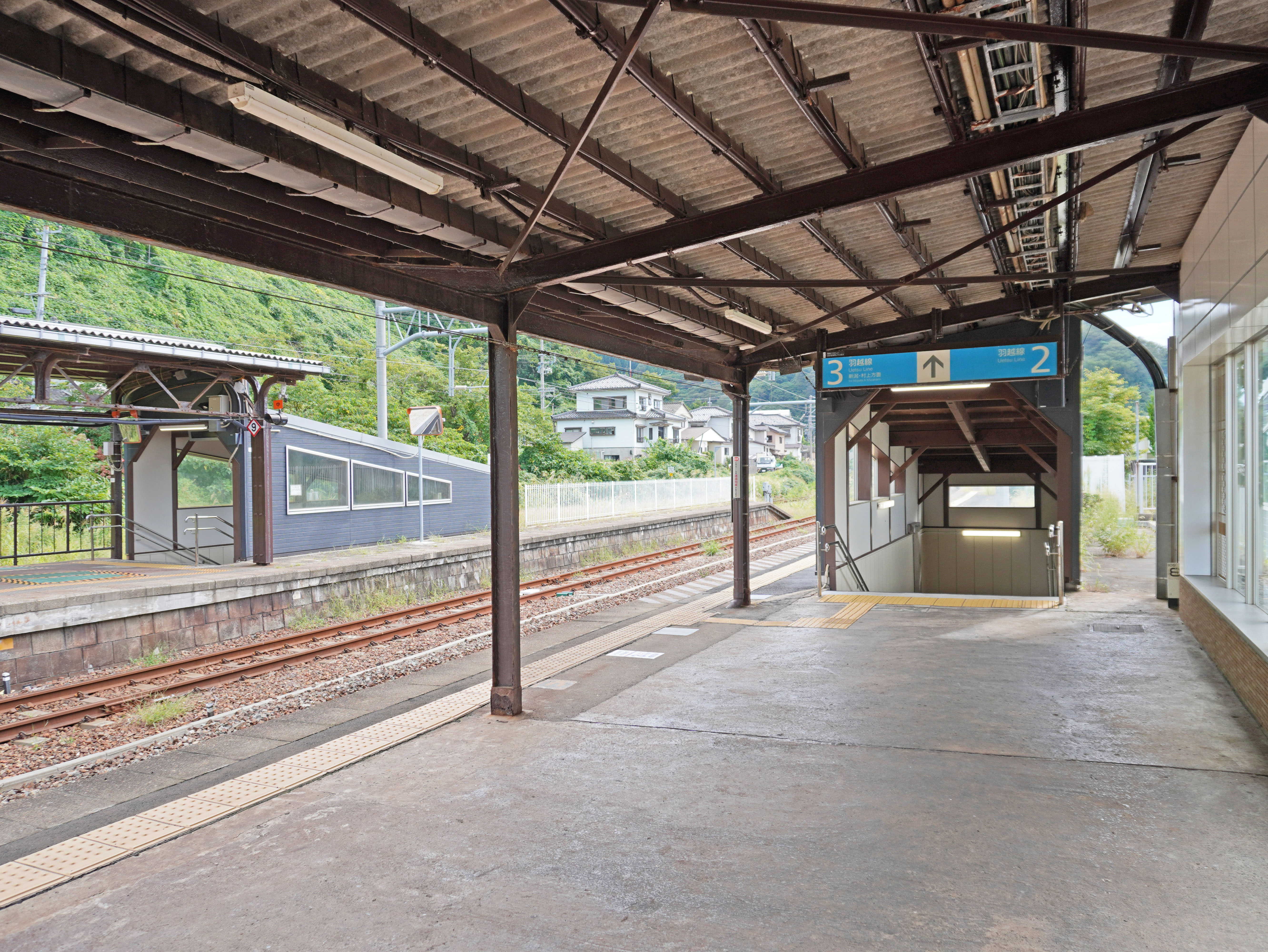
地下通路（2022年9月）
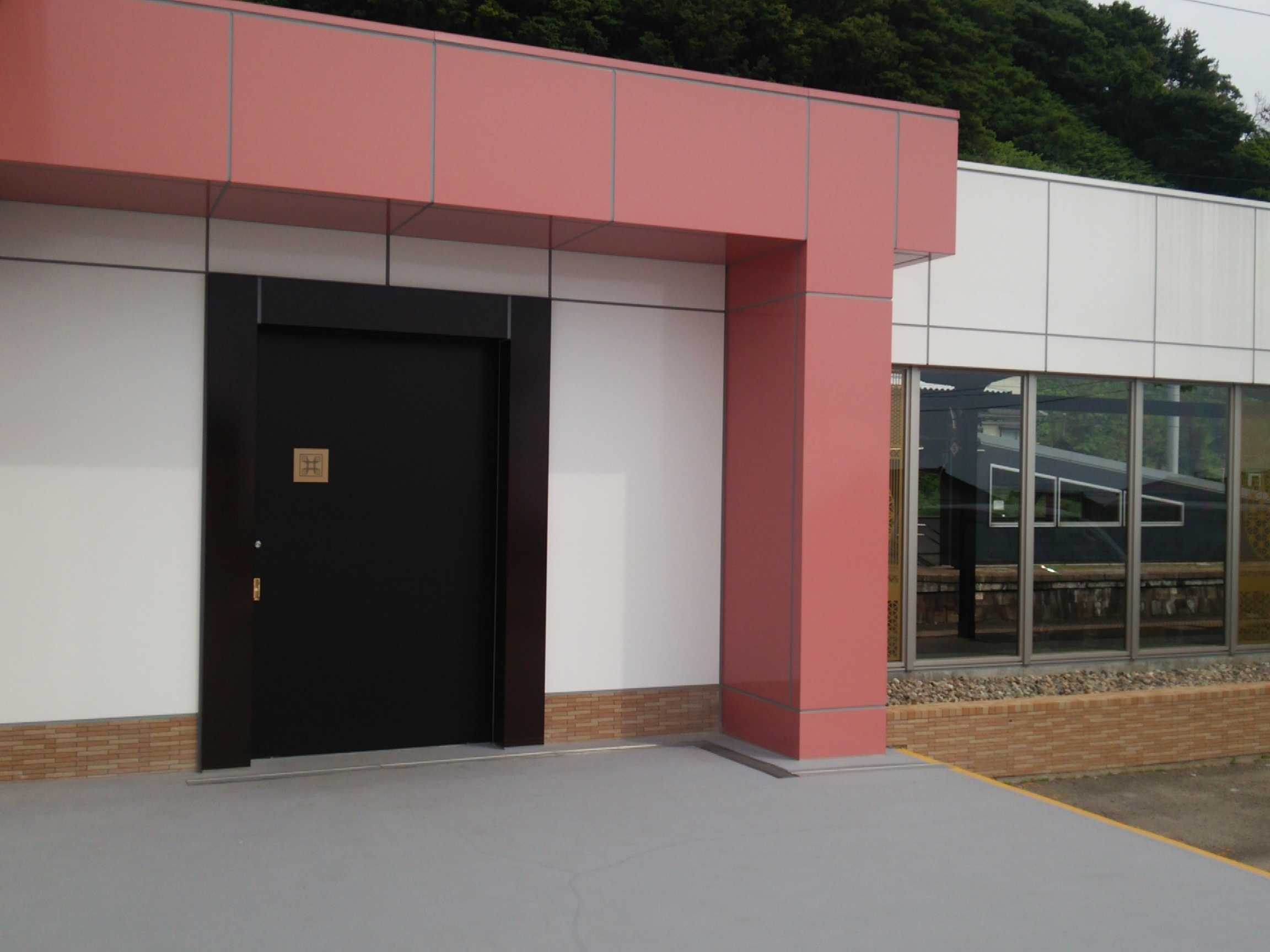
四季島専用ゲート（2017年6月）

## 利用状況
JR東日本によると、2023年度（令和5年度）の1日平均乗車人員は82人である。
1965年度（昭和40年度）、1970年度（昭和45年度）、1975年度（昭和50年度）、2000年度（平成12年度）以降の推移は以下のとおりである。
| 1日平均乗車人員推移 | 1日平均乗車人員推移 | 1日平均乗車人員推移 | 1日平均乗車人員推移 | 1日平均乗車人員推移 |
| 年度                | 定期外              | 定期                | 合計                | 出典                |
| ------------------- | ------------------- | ------------------- | ------------------- | ------------------- |
| 1965年（昭和40年）  |                     |                     | 1,431               | [ 利用客数 2 ]      |
| 1970年（昭和45年）  |                     |                     | 1,020               | [ 利用客数 3 ]      |
| 1975年（昭和50年）  |                     |                     | 1,036               | [ 利用客数 4 ]      |
| 2000年（平成12年）  |                     |                     | 271                 | [ 利用客数 5 ]      |
| 2001年（平成13年）  |                     |                     | 271                 | [ 利用客数 6 ]      |
| 2002年（平成14年）  |                     |                     | 250                 | [ 利用客数 7 ]      |
| 2003年（平成15年）  |                     |                     | 252                 | [ 利用客数 8 ]      |
| 2004年（平成16年）  |                     |                     | 227                 | [ 利用客数 9 ]      |
| 2005年（平成17年）  |                     |                     | 218                 | [ 利用客数 10 ]     |
| 2006年（平成18年）  |                     |                     | 193                 | [ 利用客数 11 ]     |
| 2007年（平成19年）  |                     |                     | 178                 | [ 利用客数 12 ]     |
| 2008年（平成20年）  |                     |                     | 165                 | [ 利用客数 13 ]     |
| 2009年（平成21年）  |                     |                     | 146                 | [ 利用客数 14 ]     |
| 2010年（平成22年）  |                     |                     | 133                 | [ 利用客数 15 ]     |
| 2011年（平成23年）  |                     |                     | 114                 | [ 利用客数 16 ]     |
| 2012年（平成24年）  | 58                  | 73                  | 132                 | [ 利用客数 17 ]     |
| 2013年（平成25年）  | 62                  | 71                  | 133                 | [ 利用客数 18 ]     |
| 2014年（平成26年）  | 60                  | 60                  | 121                 | [ 利用客数 19 ]     |
| 2015年（平成27年）  | 62                  | 52                  | 114                 | [ 利用客数 20 ]     |
| 2016年（平成28年）  | 60                  | 59                  | 119                 | [ 利用客数 21 ]     |
| 2017年（平成29年）  | 54                  | 52                  | 106                 | [ 利用客数 22 ]     |
| 2018年（平成30年）  | 52                  | 48                  | 101                 | [ 利用客数 23 ]     |
| 2019年（令和元年）  | 50                  | 41                  | 91                  | [ 利用客数 24 ]     |
| 2020年（令和02年）  | 22                  | 43                  | 65                  | [ 利用客数 25 ]     |
| 2021年（令和03年）  | 23                  | 50                  | 74                  | [ 利用客数 26 ]     |
| 2022年（令和04年）  | 34                  | 50                  | 85                  | [ 利用客数 27 ]     |
| 2023年（令和05年）  | 39                  | 42                  | 82                  | [ 利用客数 1 ]      |

## 駅周辺
西側は道路を挟んですぐ海である。駅名にあるあつみ温泉は当駅からはやや離れている。
- 鶴岡市役所温海庁舎（旧：温海町役場）
- 温海郵便局
- 国道7号
- 庄内交通「あつみ温泉駅」停留所

## 隣の駅
※特急「いなほ」の隣の停車駅は列車記事を参照のこと。
東日本旅客鉄道（JR東日本）
■羽越本線
小岩川駅 - あつみ温泉駅 - 五十川駅
小岩川駅と当駅の間には、国鉄時代の複線化計画の名残である新線用のトンネル（住吉山トンネル、宮名トンネル）が完成している。現在のところ切換えの予定はないが、羽越本線高速化や2006年（平成18年）7月に同区間で発生した土砂崩れを受けて、山形県がJR東日本に未使用の構造物の活用を提案している。

### 記事本文
1. 1 2 3 4 5 6  石野哲 編『停車場変遷大事典 国鉄・JR編』 II（初版）、JTB、1998年10月1日、561頁。ISBN 978-4-533-02980-6。
2. 1 2 3  「山形県の鉄道輸送 (PDF)」『山形県』山形県鉄道利用・整備強化促進期成同盟会、2024年6月、53–55頁。2025年4月8日閲覧。
3. ↑  国鉄監修『交通公社の時刻表』1974年6月号
4. 1 2  「リニューアルした「あつみ温泉駅」でセレモニーを開催！ (PDF)」（プレスリリース）、東日本旅客鉄道新潟支社、2013年2月15日。2013年5月2日時点のオリジナル (PDF)よりアーカイブ。2014年10月26日閲覧。
5. ↑  「駅の情報（あつみ温泉駅）：JR東日本」東日本旅客鉄道。2019年5月2日閲覧。
6. 1 2  「JR東日本：駅構内図・バリアフリー情報（あつみ温泉駅）」東日本旅客鉄道。2024年10月22日閲覧。

### 利用状況
1. 1 2  「各駅の乗車人員 2023年度 101位以下（8）| 企業サイト：JR東日本」東日本旅客鉄道。2025年7月24日閲覧。
2. ↑  鉄道統計年報昭和40年版p102　新潟鉄道管理局
3. ↑  鉄道統計年報昭和45年版p90-91　新潟鉄道管理局
4. ↑  鉄道統計年報昭和50年版p64-65　新潟鉄道管理局
5. ↑  「JR東日本：各駅の乗車人員（2000年度）」東日本旅客鉄道。2025年7月24日閲覧。
6. ↑  「JR東日本：各駅の乗車人員（2001年度）」東日本旅客鉄道。2025年7月24日閲覧。
7. ↑  「JR東日本：各駅の乗車人員（2002年度）」東日本旅客鉄道。2025年7月24日閲覧。
8. ↑  「JR東日本：各駅の乗車人員（2003年度）」東日本旅客鉄道。2025年7月24日閲覧。
9. ↑  「JR東日本：各駅の乗車人員（2004年度）」東日本旅客鉄道。2025年7月24日閲覧。
10. ↑  「JR東日本：各駅の乗車人員（2005年度）」東日本旅客鉄道。2025年7月24日閲覧。
11. ↑  「JR東日本：各駅の乗車人員（2006年度）」東日本旅客鉄道。2025年7月24日閲覧。
12. ↑  「JR東日本：各駅の乗車人員（2007年度）」東日本旅客鉄道。2025年7月24日閲覧。
13. ↑  「JR東日本：各駅の乗車人員（2008年度）」東日本旅客鉄道。2025年7月24日閲覧。
14. ↑  「JR東日本：各駅の乗車人員（2009年度）」東日本旅客鉄道。2025年7月24日閲覧。
15. ↑  「JR東日本：各駅の乗車人員（2010年度）」東日本旅客鉄道。2025年7月24日閲覧。
16. ↑  「JR東日本：各駅の乗車人員（2011年度）」東日本旅客鉄道。2025年7月24日閲覧。
17. ↑  「JR東日本：各駅の乗車人員（2012年度）」東日本旅客鉄道。2025年7月24日閲覧。
18. ↑  「各駅の乗車人員 2013年度 ベスト100以外（9）：JR東日本」東日本旅客鉄道。2025年7月24日閲覧。
19. ↑  「各駅の乗車人員 2014年度 ベスト100以外（8）：JR東日本」東日本旅客鉄道。2025年7月24日閲覧。
20. ↑  「各駅の乗車人員 2015年度 ベスト100以外（8）：JR東日本」東日本旅客鉄道。2025年7月24日閲覧。
21. ↑  「各駅の乗車人員 2016年度 ベスト100以外（8）：JR東日本」東日本旅客鉄道。2025年7月24日閲覧。
22. ↑  「各駅の乗車人員 2017年度 ベスト100以外（8）：JR東日本」東日本旅客鉄道。2025年7月24日閲覧。
23. ↑  「各駅の乗車人員 2018年度 ベスト100以外（8）：JR東日本」東日本旅客鉄道。2025年7月24日閲覧。
24. ↑  「各駅の乗車人員 2019年度 ベスト100以外（8）：JR東日本」東日本旅客鉄道。2025年7月24日閲覧。
25. ↑  「各駅の乗車人員 2020年度 101位以下（8）| 企業サイト：JR東日本」東日本旅客鉄道。2025年7月24日閲覧。
26. ↑  「各駅の乗車人員 2021年度 101位以下（8）| 企業サイト：JR東日本」東日本旅客鉄道。2025年7月24日閲覧。
27. ↑  「各駅の乗車人員 2022年度 101位以下（8）| 企業サイト：JR東日本」東日本旅客鉄道。2025年7月24日閲覧。